# Shermet Permanov
Shermet Permanov (6 de junio de 1991) es un luchador turcomano de lucha grecorromana. Compitió en dos Campeonatos Mundiales. Se clasificó en la 7.ª posición en 2014. Ganó una medalla de bronce en los Juegos Asiáticos de 2014. Logró la 7.ª posición en campeonato asiático de 2016.  